# 布倫切尼鄉
43°53′N 25°24′E / 43.883°N 25.400°E
布倫切尼鄉（羅馬尼亞語：Comuna Brânceni, Teleorman），是羅馬尼亞的鄉份，位於該國南部，由特列奧爾曼縣負責管轄，處於布加勒斯特以南80公里，每年平均降雨量955毫米，海拔高度34米，2007年人口3,012。